# Алитет уходит в горы (фильм)
«Алитет уходит в горы» — советский художественный фильм 1949 года, поставленный режиссёром Марком Донским по одноимённому роману Тихона Сёмушкина.

## Сюжет
Жестокой эксплуатации подвергались до революции жители далёкой Чукотки. С первым советским кораблём прибыл сюда уполномоченный Камчатского ревкома Лось и этнограф Жуков. Они направлялись в стойбище Лорен. Весть о появлении русских людей быстро облетела побережье. Преодолевая сопротивление американца-скупщика Томсона и местного богача Алитета, Лось и Жуков установили справедливые законы торговли, сплотили вокруг себя охотников-бедняков. Американские колонизаторы Томсон и его сын Фрэнк бежали с Чукотки. Ушёл из стойбища и брошенный ими богатей Алитет. Весной на чукотский берег прибыл отряд советских людей, чтобы помочь чукчам построить новую жизнь на свободной земле.

## В ролях
- Андрей Абрикосов — Никита Сергеевич Лось, уполномоченный Камчатского ревкома
- Лев Свердлин — чукча Алитет
- Борис Тенин — Чарли Томсон
- Юрий Леонидов — Фрэнк
- Муратбек Рыскулов — Вааль
- Зана Занони — Рультына
- Иоаким Максимов-Кошкинский — шаман
- Л. Туркин — Андрей Жуков
- Нурмухан Жантурин — Туматуге
- Кененбай Кожабеков — Айе
- Георгий Жжёнов — эпизод
- Гульфайрус Исмаилова — эпизод
- Василий Бокарев — эпизод
- Вера Бурлакова — эпизод

## Съёмочная группа
- Автор сценария — Тихон Сёмушкин
- Режиссёр — Марк Донской
- Оператор — Сергей Урусевский
- Художник — Давид Виницкий, Пётр Пашкевич
- Композитор — Лев Шварц